# Die vereinten Nachrichten

Die vereinten Nachrichten

Die vereinten Nachrichten (ukrainisch Єдині новини, englisch United news) ist ein Informations-Telemarathon, der am 24. Februar 2022 gestartet wurde, als Russland in die Ukraine einmarschierte. 
Am 26. Februar 2022 schlossen sich 1+1 Media, StarLightMedia, InterMediaGroup, Rada und Media Group Ukraine (ehemalig) zusammen, um einen gemeinsamen Marathon zu starten. Jede der Gruppen bereitet ihren eigenen Zeitraum vor. 
Das Projekt wird momentan auf folgenden Kanälen ausgestrahlt: 
1+1 (inkl. 1+1 Ukraine), ICTV, Pershiy (inkl. Suspilne Novyny) Inter, Rada TV, UNIAN, ZOOM, K2, My Ukraina und teilweise auf Kiew, 24 Kanal und anderen Kanälen.
Ehemalig ausgestrahlt auf: 
STB, 2+2, NTN, OCE TV, K1, Ukraina (nicht mehr existent), Ukraina 24 (nicht mehr existent), Kanal 4 (nicht mehr existent), 
Kanal 5, Pryamiy und Espreso TV zeigen ihre eigenen Telemarathons.
Die Nachrichtenteilungen jeder Mediengruppe arbeiten 5/6 Stunden am Tag und ihre Reihenfolge der Behandlung des Programms, das vier bis fünf Tage im Voraus geplant ist.
1+1 und Rada TV bieten abwechselnd 24/7 Signal -Redundanz, so dass das Studio des Programms auch dann funktionieren kann, wenn eine Luftangriffssirene in der Nähe ertönt. Rada TV stellte auch über ihren YouTube-Kanal alternative Feeds des Programms in Englisch und Russisch bereit. Die Live-Interpretation des Programms wird von Freiwilligen durchgeführt.

## Kritik
Die Berichterstattung wird im Ausland und von den nichtteilnehmenden Sendern kritisch gesehen.